# Weinstein-affaire

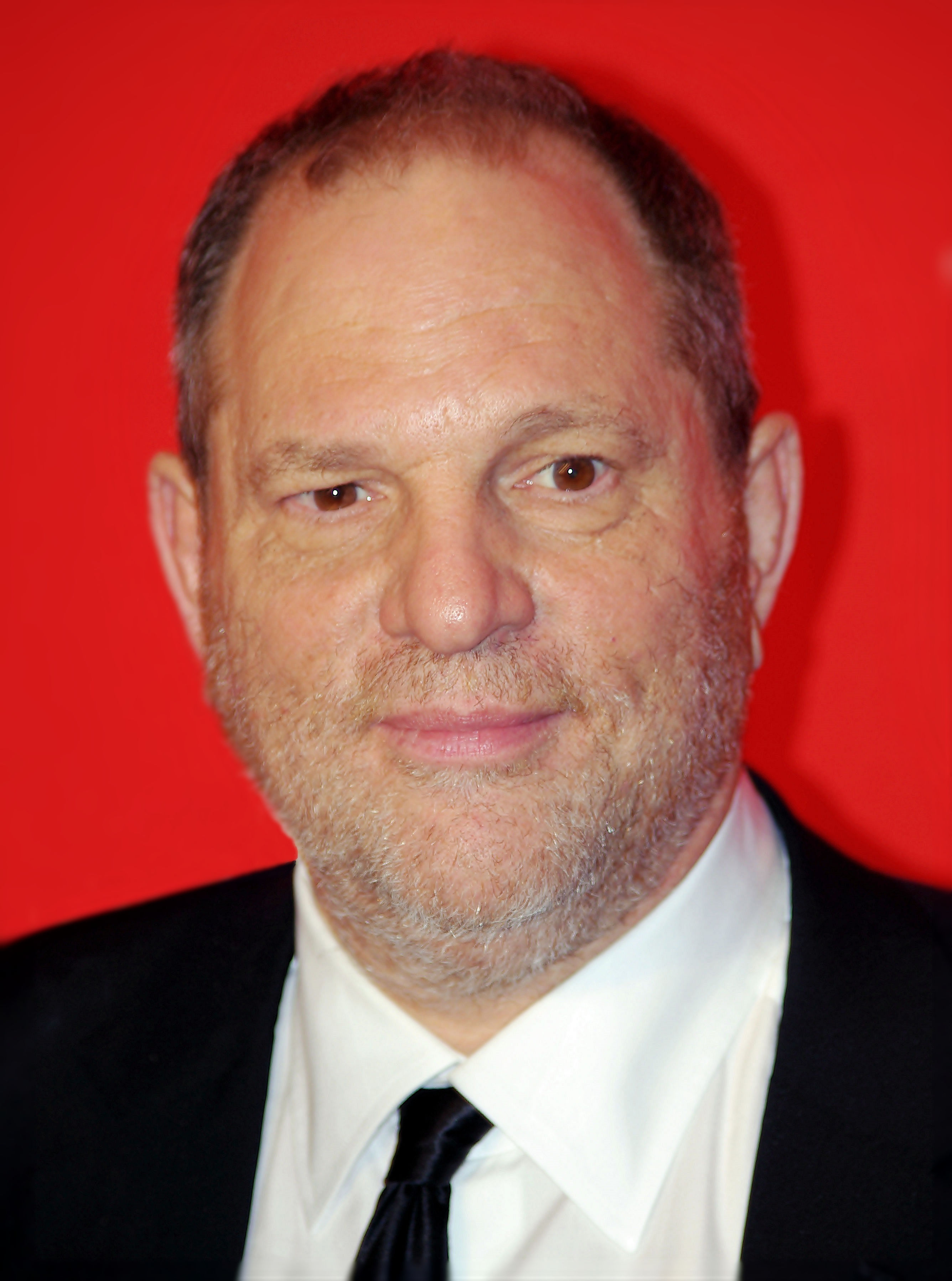
Weinstein in 2011.

De Weinstein-affaire, lopend sinds 2017, ontstond toen filmproducent Harvey Weinstein tijdens zijn carrière gebruikmaakte van zijn invloedrijke positie om seksueel misbruik te plegen.
Aanklachten van seksueel misbruik tegen Harvey Weinstein zijn openbare onthulling van seksuele intimidatie en aanrandingen, waaronder verkrachting. In oktober 2017 rapporteerden de Amerikaanse kranten The New York Times en The New Yorker beschuldigingen van seksuele intimidatie, aanranding van een twaalftal vrouwen jegens Harvey Weinstein. Na deze aantijgingen kwamen veel andere vrouwelijke persoonlijkheden uit de filmindustrie met soortgelijke feiten naar buiten.
Kort nadat de eerste beschuldigingen waren geuit, werd Weinstein ontslagen uit zijn bedrijf en verbande men de Weinstein Company uit de Academy of Motion Picture Arts and Sciences en andere professionele verenigingen. Meerdere gerechtelijke onderzoeken werden geopend in New York en Los Angeles en Londen. Zelf ontkent Weinstein seksueel contact te hebben gehad zonder toestemming. In februari 2020 werd hij schuldig bevonden aan verkrachting en een criminele seksuele daad. In maart 2020 werd hij veroordeeld tot 23 jaar gevangenisstraf.
Het schandaal leidde er ook toe dat een groot aantal vrouwen hun eigen ervaringen met aanranding, intimidatie of verkrachting op sociale media deelden onder de hashtag #MeToo.

## Historiek

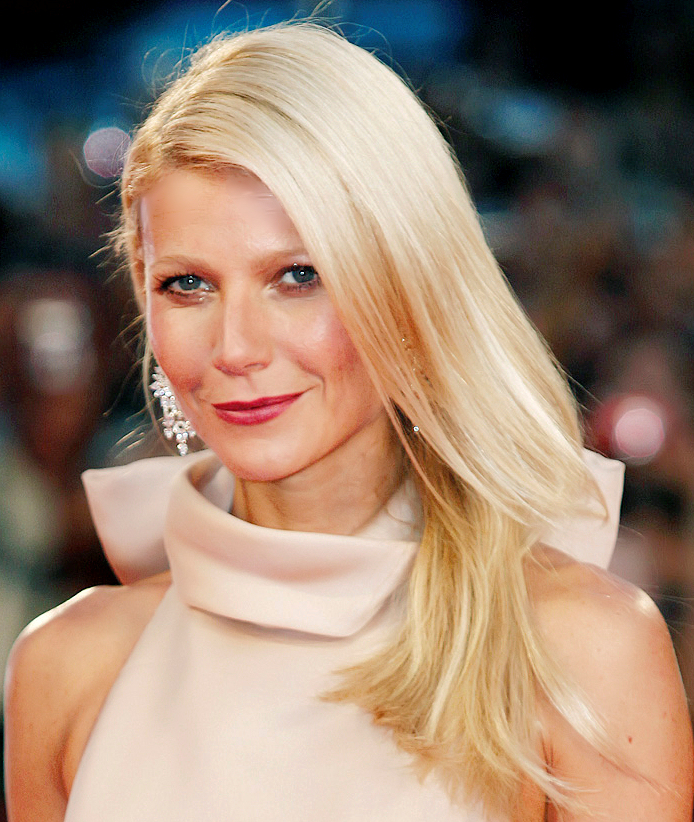
In 1998 is Gwyneth Paltrow de eerste die het gedrag van Weinstein publiekelijk uitroept.

In Hollywood deden al jaren geruchten de ronde over Weinsteins vermeende "casting couch" -praktijk, en bekende persoonlijkheden in de filmindustrie verwijzen er soms naar. In 1998 verklaarde Gwyneth Paltrow in de Late Show with David Letterman dat Weinstein 'je misschien dwingt het een en ander te doen'. In 2010 roept een artikel met de titel "Harvey's Girls" de reputatie van Weinstein op voor haar casting couch -praktijken.

### Beschuldiging van 2015
In 2015 meldde The New York Times dat Weinstein door de politie werd ondervraagd nadat een 22-jarige vrouw hem beschuldigde van ongepast betasten. De vrouw in kwestie, het Italiaanse model Ambra Gutierrez, werkte samen met de politie om een audio-opname te krijgen waarin Weinstein toegeeft dat hij haar ongepast heeft aangeraakt. Naarmate het politieonderzoek vorderde, begonnen de tabloids artikelen over Gutierrez te publiceren, waarin ze haar beschreven als opportunist. De procureur van Manhattan, Cyrus Vance Jr., besloot Weinstein niet te vervolgen, wegens gebrek aan bewijs. Dit was tegen de mening van dezelfde politiediensten die het bewijs tegen hem voldoende achtten.

### Beschuldiging van 2017
Verslaggevers Jodi Kantor en Megan Twohey rapporteerden beschuldigingen van seksueel misbruik door vrouwen werkzaam aan de Miramax en Weinstein Company in The New York Times op 5 oktober 2017. Op 10 oktober 2017 onthulde The New Yorker de aanvullende beschuldigingen van dertien seksueel misbruikte vrouwen, waarvan hij er naar verluidt drie had verkracht. Volgens de krant waren zestien zorgverleners en managers geïnformeerd over Weinsteins ongewenste seksuele toenadering bij vrouwen. Talrijke bronnen van een verslaggever zeiden dat Weinstein verwees naar zijn invloed om verhalen in de media te publiceren over de mensen die hij ontmoet heeft. The New Yorker publiceerde de NYPD-opname uit 2015 waarin Weinstein toegeeft Gutierrez te hebben aangeraakt. Op 20 oktober 2017 gaf actrice Heather Kerr een beschrijving van een aanranding door Weinstein die ze zou hebben ondergaan.

## Verklaarde slachtoffers
Sinds de eerste melding in 2017 hebben meer dan 100 vrouwen Weinstein beschuldigd van seksuele intimidatie, aanranding of verkrachting. Na het eerste proces doken nog nieuwe klachten op. Hun getuigenissen en de eerste rechtszaak brachten de internationale #MeToo-beweging op gang.
In november 2017 publiceerde een groep van de vermeende slachtoffers onder leiding van de Italiaanse actrice Asia Argento een lijst met meer dan honderd vermeende gevallen van seksueel misbruik door Weinstein. Volgens hun getuigenis nodigde hij jonge actrices uit in een hotel of kantoor onder het voorwendsel om over hun carrière te praten, en later om een massage of seksuele handelingen te eisen. De collega's en medewerkers van Weinstein lieten verslaggevers weten dat deze praktijken mogelijk werden gemaakt door het personeel en de partners die deze afspraken hadden geregeld, evenals door de advocaten en journalisten die klachten terugtrokken met behulp van bedreigingen en financiële deals.
Volgens een artikel in de Huffington Post op 30 oktober 2017 verklaren 93 vrouwen zichzelf slachtoffer van Harvey Weinstein en getuigen veertien dat ze verkracht zijn.

### Seksuele intimidatie of aanranding
Vrouwen die zeiden dat ze seksueel waren lastiggevallen of aangevallen door Weinstein, zijn onder meer:
1. Amber Anderson, actrice[23]
2. Lysette Anthony, actrice[24]
3. Asia Argento, actrice en regisseur[3]
4. Rosanna Arquette, actrice[3]
5. Jessica Barth, actrice[3]
6. Kate Beckinsale, actrice[25]
7. Juls Bindi, massatherapeut[26]
8. Cate Blanchett, actrice[27][noot 1]
9. Helena Bonham Carter, actrice[28]
10. Zoë Brock, model[29]
11. Cynthia Burr, actrice[30]
12. Liza Campbell, schrijfster en artieste[31]
13. Alexandra Canosa, producer[32]
14. Rowena Chiu, Weinstein-medewerkster[33]
15. Marisa Coughlan, actrice en schrijfster[34]
16. Hope Exiner d'Amore, Weinstein-medewerkster[30]
17. Florence Darel, actrice[35]
18. Emma de Caunes, actrice[3]
19. Paz de la Huerta, actrice[36]
20. Cara Delevingne[37]
21. Juliana De Paula, model[38]
22. Sophie Dix, actrice[39]
23. Jane Doe, model en aspirerende actrice[40]
24. Lacey Dorn, actrice en filmmaker[30]
25. Kaitlin Doubleday, actrice[41]
26. Caitlin Dulaney, actrice[42]
27. Dawn Dunning, actrice[43]
28. Lina Esco, actrice en regisseur[44]
29. Alice Evans[45]
30. Lucia Evans, actrice[3]
31. Angie Everhart, model en actrice[46]
32. Claire Forlani, actrice[47]
33. Romola Garai, actrice[48]
34. Louisette Geiss, screenwriter en actrice[31]
35. Louise Godbold, nonprofit organisatie-directeur[31]
36. Judith Godrèche, actrice[43]
37. Trish Goff, voormalig model, actrice en vastgoedmakelaar[49]
38. Larissa Gomes, actrice[42]
39. Heather Graham, actrice[50]
40. Eva Green, actrice[51]
41. Ambra Gutierrez, model[52]
42. Mimi Haleyi, voormalige productie-assistente[53]
43. Daryl Hannah, actrice[54]
44. Salma Hayek, actrice en producer[55]
45. Lena Headey, actrice[56]
46. Anne Heche, actrice[57]
47. Lauren Holly, actrice[58]
48. Dominique Huett, actrice[59]
49. Jessica Hynes, actrice, regisseur en schrijfster[60]
50. Amy Israel, Miramax executive[61]
51. Angelina Jolie, actrice[43]
52. Ashley Judd, actrice en politieke activiste[52][61]
53. Minka Kelly, actrice[43]
54. Katherine Kendall, actrice[43]
55. Heather Kerr, actrice[62][63]
56. Mia Kirshner, actrice[61]
57. Myleene Klass, zangeres en model[52]
58. Nannette Klatt, actrice[64]
59. Liz Kouri, actrice[64]
60. Olgaa Kurylenko, model en actrice[65]
61. Jasmine Lobe, actrice[64]
62. Emma Loman (alias), Duitse actrice[66]
63. Ivana Lowell, auteur[64]
64. Laura Madden, Weinstein-medewerkster[31]
65. Madonna, singer-songwriter en actrice[67]
66. Natassia Malthe, actrice[68]
67. Jessica Mann, voormalige aspirerende actrice[69]
68. Julianna Margulies, actrice[70]
69. Brit Marling[71][72]
70. Sarah Ann Masse, actrice, comedian en schrijfster[31]
71. Ashley Matthau, actrice[73]
72. Rose McGowan, actrice[52]
73. Natalie Mendoza, actrice[74]
74. Sophie Morris, assistente[75]
75. Katya Mtsitouridze, tv-presentatrice en hoofd van Russisch filmbedrijf Roskino[76]
76. Emily Nestor, Weinstein-medewerkster[31]
77. Jennifer Siebel Newsom, documentairemaker en actrice[77]
78. Connie Nielsen, actrice[78]
79. Kadian Noble, actrice[79]
80. Lupita Nyong'o, actrice[80]
81. Lauren O'Connor, Weinstein-medewerkster[81]
82. Gwyneth Paltrow, actrice[43]
83. Samantha Panagrosso, voormalig model[82]
84. Zelda Perkins, Weinstein-medewerkster[31]
85. Vu Thu Phuong[83]
86. Sarah Polley[84]
87. Emanuela Postacchini, actrice[85]
88. Monica Potter, actrice[86]
89. Aishwarya Rai, actrice[87]
90. Tomi-Ann Roberts, docent psychologie en voormalig aspirerende actrice[43]
91. Lisa Rose, Miramax-medewerkster[88]
92. Erika Rosenbaum, actrice[89]
93. Melissa Sagemiller, actrice[90]
94. Annabella Sciorra, actrice[54]
95. Léa Seydoux, actrice[91]
96. Lauren Sivan, journaliste[92]
97. Chelsea Skidmore, actrice en comedian[44]
98. Mira Sorvino, actrice[3]
99. Kaja Sokola, model[93]
100. Tara Subkoff, actrice[52]
101. Uma Thurman, actrice[94][95][96]
102. Paula Wachowiak, Weinstein-medewerkster[97]
103. Paula Williams, actrice[98]
104. Sean Young, actrice[99]

### Verkrachting
Vrouwen die Weinstein van verkrachting hebben beschuldigd, zijn onder meer:
1. Lysette Anthony, een actrice en model, kondigde aan de Britse politie dat Weinstein eind jaren tachtig haar had verkracht in haar huis in Londen.[100]
2. Asia Argento vertelde The New Yorker dat Weinstein in 1997 haar uitnodigde in een hotelkamer, "haar rok omhoog trok, haar benen uit elkaar duwde en orale seks met haar verrichte terwijl ze hem herhaaldelijk vertelde te stoppen".[3]
3. Wedil David, een actrice, zei dat Harvey Weinstein haar in 2016 verkrachtte in een hotelkamer in Beverly Hills.[101]
4. Hope Exiner d'Amore, een oude Weinstein-medewerker, meldt dat ze eind jaren zeventig tijdens een zakenreis naar New York werd verkracht.[30]
5. Volgens Mimi Haleyi dwong Weinstein haar in 2006, toen ze twintiger was, in het appartement van Weinstein in New York om niet-toegestane orale seks te hebben.[102]
6. Dominique Huett geeft aan dat Weinstein een onwillige seksuele relatie aanging en vervolgens andere seksuele handelingen verrichtte in het bijzijn van haar.[103]
7. Natassia Malthe geeft aan dat Weinstein in 2008 inbrak in haar hotelkamer in Londen en haar verkrachtte.[104]
8. Rose McGowan schreef op Twitter dat ze het hoofd van Amazon Studios, Roy Price, had verteld dat Weinstein haar had verkracht, maar Price negeerde dit en bleef samenwerken met Weinstein. Price nam later ontslag uit zijn post na beschuldigingen van seksuele intimidatie.[105][106]
9. Annabella Sciorra geeft aan dat Weinstein begin jaren negentig de toegang tot haar appartement dwong, haar in bed duwde en haar verkrachtte.[54]
10. Paz de la Huerta vertelt CBS News dat ze in 2010 tweemaal werd verkracht door Weinstein. Een onderzoek werd naar aanleiding geopend.[36]
11. Een anonieme vrouw die in de filmindustrie werkt, claimt dat ze in het Verenigd Koninkrijk dat hij haar ergens na 2000 verschillende keren seksueel heeft misbruikt.[64]
12. Een anonieme Canadese actrice zegt dat hij haar in 2000 seksueel heeft mishandeld. Ze heeft in 2017 een aanklacht tegen hem ingediend.[64]

## Vervolging

### Strafrechtelijke vervolging in de staat New York
Op 25 mei 2018 werd Weinstein door de New York County District Attorney beschuldigd van verkrachting, criminele seksuele handelingen, seksueel misbruik en seksueel wangedrag wegens incidenten waarbij twee afzonderlijke vrouwen betrokken waren. Nadat hij zich aan de politie had overgegeven, verscheen hij in het strafhof van New York. Weinstein werd dezelfde dag vrijgelaten op borgtocht van $ 1 miljoen. Hij stemde ermee in zijn paspoort in te leveren en een enkelband te dragen die hem tot Connecticut en New York beperkt. In juli 2018 werd Weinstein aangeklaagd wegens een bijkomende aanklacht wegens "roofzuchtige aanranding" tegen een vrouw die hij naar verluidt in 2006 tot orale seks had gedwongen. Op 11 oktober 2018 wees een rechter een van de aanklachten wegens aanranding.
Weinstein werd aanvankelijk vertegenwoordigd door advocaat Benjamin Brafman, maar die haakte later af. Weinstein werd in februari 2020 berecht in het Hooggerechtshof van New York. Tijdens het proces getuigden zes vrouwen dat Weinstein hen seksueel had misbruikt. De aanklacht zelf berustte op de klachten van twee vrouwen, een productieassistent en een voormalige actrice, die juryverklaringen gaven van respectievelijk 2006 en 2013. Op 24 februari 2020 vond de jury Weinstein schuldig aan verkrachting in de derde graad en een criminele seksuele daad in de eerste graad, en niet schuldig op twee beschuldigingen van roofzuchtige aanranding.
Na het vonnis werd Weinstein teruggezonden naar de gevangenis, waar hij was ondergebracht in de ziekenboeg van Rikers Island. De rechter in New York veroordeelde Weinstein op 11 maart 2020 tot 23 jaar gevangenisstraf. Weinstein was 67 jaar oud en had een slechte gezondheid op het moment van zijn veroordeling, wat betekent dat hij de rest van zijn leven in de gevangenis zou kunnen doorbrengen.

### Strafrechtelijke vervolging in Los Angeles
Op 6 januari 2020 werd Weinstein beschuldigd van: gewelddadige verkrachting, gedwongen orale bezigheid, seksuele penetratie door gebruik van geweld en zware aanranding die naar verluidt in 2013 gepleegd zijn.
Op 10 april 2020 werd Weinstein geconfronteerd met een zware aanranding tegen een ander slachtoffer, als gevolg van een incident in een hotel in Beverly Hills in 2010.
Op 2 oktober 2020 werd Weinstein beschuldigd van nog eens zes extra aanklachten wegens aanranding van nog drie incidenten in hotelkamers in Beverly Hills: drie keer gewelddadige verkrachting en drie keer gewelddadige orale bezigheid.
In de zomer van 2021 werd hij uitgeleverd aan Los Angeles County Jail voor de nieuwe misbruikzaak, die in september 2022 moet beginnen. Hij staat terecht voor onder meer verkrachting en seksueel misbruik van vijf vrouwen dat gebeurde tussen 2004 en 2013.

### Akkoord
Weinstein kreeg door het schandaal een stortvloed van burgerlijke aanklachten waar hij niet op kon antwoorden. In mei 2019 werd een akkoord bereikt dat een einde maakte aan de civiele procedure, maar niet aan de strafrechtelijke; Weinstein zal $ 30 miljoen moeten betalen aan de aanklagers en schuldeisers van de Weinstein Company, plus nog eens veertien aan het juridische team.

## Antwoord van Weinstein
In antwoord op het verslag van The New Yorker, zei een medewerker van Weinstein:

Alle beschuldigingen van onvrijwillige seks zonder toestemming worden ondubbelzinnig ontkend door de heer Weinstein. De heer Weinstein heeft verder bevestigd dat er nooit vergeldingsmaatregelen zijn genomen tegen vrouwen omdat ze zijn avances hadden geweigerd ... De heer Weinstein is begonnen met counseling, heeft naar de gemeenschap geluisterd en is een betere weg aan het volgen. De heer Weinstein hoopt dat als hij voldoende vooruitgang boekt, hij een tweede kans krijgt.

Latere rapporten en beschuldigingen van verkrachting werden eveneens beantwoord met het antwoord dat "alle beschuldigingen van onvrijwillige seks ondubbelzinnig worden ontkend door de heer Weinstein."
In maart 2018 zei Weinsteins advocaat in een interview met The Times: "De casting couch in Hollywood is niet uitgevonden door Harvey Weinstein. ... Als een vrouw besluit dat ze seks nodig heeft met een Hollywood-producer om haar carrière vooruit te helpen en het ook echt doet, om het vervolgens beledigend te vinden, dan is het geen verkrachting. " De advocaat richtte zich tot deze vrouwen en zei: "Je hebt een bewuste beslissing genomen dat je bereid bent iets te doen dat persoonlijk beledigend is om je carrière vooruit te helpen."

## Reacties

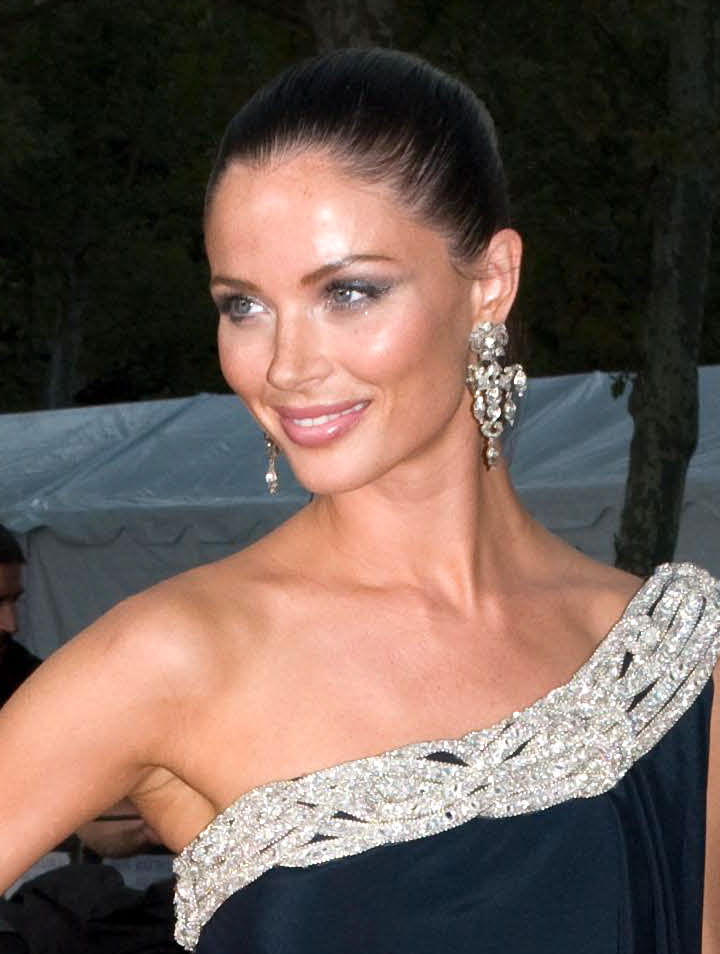
Georgina Chapman kondigde haar scheiding met Weinstein aan.

### Professionele samenwerking
Op 8 oktober 2017 ontsloeg de raad van bestuur van de Weinstein Company Weinstein en op 17 oktober diende hij ontslag in als lid van de raad van bestuur. Verschillende bedrijven beëindigden hun samenwerking met de Weinstein Company, zoals Apple (9 oktober 2017), Hachette (12 oktober), Amazon (13 oktober), Lexus & Ovation (25 oktober). Door het schandaal raakte de Weinstein Company in crisis en vroeg het faillissement in maart 2018 aan. In de week na het ontslag van Weinstein schorst de British Academy of Film and Television Arts het lidmaatschap van Weinstein en schorst de Academy of Motion Picture Arts and Sciences, die de Academy Awards uitdeelde, Weinstein. Bovendien zette de Producers Guild of America Weinstein uit na een unanieme stemming in de Raad van Bestuur.

### Politiek
Politieke persoonlijkheden veroordelen de acties van Weinstein. Onder meer Hillary Clinton, Barack Obama en Michelle Obama hebben op 10 oktober 2017 het vermeende gedrag van Weinstein aangeklaagd. De Franse president Emmanuel Macron trok het Legioen van Eer van Weinstein in. In Groot-Brittannië eisten Labour Party parlementsleden de intrekking van de titel Order of the British Empire.

### Andere reacties
De vrouw van Weinstein, Georgina Chapman, kondigde haar echtscheiding aan op 10 oktober 2017.
In oktober 2017 startte de Universiteit van Buffalo een procedure om het eredoctoraat in te trekken en trok Harvard University de W. E. B. Du Bois-medaille uit 2014 in, die aan mensen is toegekend als erkenning voor hun bijdragen aan de Afrikaans-Amerikaanse cultuur.

## Maatschappelijke impact
Kort na de Weinstein-affaire kwamen een groot aantal vrouwen naar buiten om hun ervaring met grensoverschrijdend gedrag te delen onder de hashtag #MeToo. De #MeToo-campagne, die aangemoedigde mensen om hun verhalen van seksuele wangedrag te delen, zorgde voor een storm aan beschuldigingen in meerdere bedrijfstakken. Van vele mannen in machtsposities heeft dit tot de snelle afzetting geleid. De campagne verspreidde zich via sociale media in Azië, Europa, Latijns-Amerika en Noord-Amerika naar andere landen en talen. Wat volgde was een brede maatschappelijke discussie.

### In de Verenigde Staten
De beschuldigingen van oktober 2017 tegen Weinstein leidden tot een onmiddellijke nationale afrekening tegen seksuele intimidatie en aanranding in de Verenigde Staten, bekend als het "Weinstein-effect".
Op 15 oktober 2017 ging de vader van overleden actrice Misty Upham naar buiten met beschuldigingen dat zijn dochter was verkracht door een lid van het productieteam van Weinstein tijdens dezelfde Golden Globes-ceremonie werd geëerd voor haar werk, en dat andere leden van het team van Weinstein niet alleen getuige waren geweest van de verkrachting, maar ook de verkrachter hadden toegejuicht.
In de entertainmentindustrie leidden beschuldigingen tot het afzetten van zowel acteurs als regisseurs. Het meest opvallend was dat acteur Kevin Spacey, komiek Louis C.K. en filmmaker Brett Ratner projecten hadden zien geannuleerd na aantijgingen. Meer dan tweehonderd vrouwen beschuldigden filmmaker James Toback van seksuele intimidatie. In de journalistiek leidden beschuldigingen tot de uitsluiting van redacteuren, uitgevers, leidinggevenden en presentatoren. Op 25 november 2017 deed de politie van Los Angeles onderzoek naar 28 gevallen van seksuele misdrijven waarbij mediafiguren betrokken waren.
Time magazine noemde de "Silence Breakers" achter de # MeToo-beweging Time Person of the Year in 2017.
In april 2018 ontvingen The New York Times en The New Yorker de Pulitzer Prize voor openbare dienst "voor hun berichtgeving over seksueel misbruik van vrouwen in Hollywood en andere industrieën over de hele wereld." Pulitzerprijswinnaars Jodi Kantor en Megan Twohey van The New York Times schreven vervolgens het boek "Zij zei. #MeToo: het journalistieke onderzoek, de onthullingen en de wereldwijde impact". Dit boek werd in 2022 verfilmd onder de titel She Said. Onderzoeksjournalist Ronan Farrow beschreef het onderzoek dat hij naar de zaak Weinstein deed in zijn boek "Catch and Kill: Lies, Spies, and a Conspiracy to Protect Predators".

### In Europa
In Groot-Brittannië veroorzaakten beschuldigingen tegen meerdere Britse politici een publiek schandaal en leidden tot de schorsing en het ontslag van drie functionarissen.
In Frankrijk deelden vrouwen hun verhalen over seksueel grensoverschrijdend gedrag onder de hashtag #MoiAussi. Op 13 oktober 2017 lanceerde de Franse journaliste Sandra Muller de hashtag #BalanceTonPorc op Twitter. Ze gebruikte bewust het woord 'varken' omdat het de bijnaam van Harvey Weinstein was in Cannes. Overigens werden organisties die dicht bij de Parti Socialiste staan, met name de Union Nationale des Étudiants de France (UNEF), beschuldigd van systemische seksuele intimidatie. Het Franse dagblad Le Monde publiceerde in november 2017 twee artikelen over vermeende seksuele intimidatie en predatie. In een hoofdartikel kwamen meer dan tachtig vrouwelijke UNEF-leden en militanten naar voren om de UNEF te beschuldigen van seksueel geweld.
In Nederland werden onder meer de regisseurs Jappe Claes, Ruut Weissman en Job Gosschalk, en in België acteur en televisiemaker Bart De Pauw aangeklaagd.
In 2019 rapporteerde De Tijd dat twee jaar na het uitbreken van de Weinstein-Affaire geen toename te bespeuren was van klachten over ongewenste seksuele intimiteiten op het werk. In contrast "worden ze wel ernstiger bekeken."